# Arceuthobium abigenium
Arceuthobium abigenium là một loài thực vật có hoa trong họ Santalaceae. Loài này được (Alph. Wood) Alph. Wood mô tả khoa học đầu tiên năm 1881.